# Campanile (dolce)
Il Campanile (còrso: u campanile ) è un dolce còrso generalmente a forma di corona, fatto di pasta lievitata. Il dolce è tipico della cucina corsa ed è un dolce tradizionale di Pasqua: le uova sode affondate nella pasta, simili a piccole campane all'interno di una torre campanaria, rappresentano la rinnovata fertilità della terra dopo la fine dell'inverno e ricordano la tradizione di sciogliere le campane a Pasqua, dopo averle legate il Venerdì Santo. Il campanile è simile ad alcuni dolci pasquali del sud Italia, come il siciliano u campanaru (che ha lo stesso significato).

## Ingredienti
I suoi ingredienti principali sono farina di frumento, lievito, sale, uova, zucchero, uova sode, tuorlo d'uovo, strutto (sdruttu) o olio d'oliva, aquavita e uvette. Le uvette si fanno imbibire nell'aquavita, quindi tutti gli ingredienti tranne le uova sode e il tuorlo sono impastati per formare una pasta. Dopo averla lasciata lievitare, la pasta viene modellata in forma di ciambella, e le uova bollite, bloccate con nastri di pasta, vengono affondate in essa. Il tuorlo d'uovo viene spennellato sulla pasta per renderla dorata, e il dolce viene cotto in forno caldo per 50 minuti.